# Dilatation (géométrie)
Pour les articles homonymes, voir Dilatation.
Une proposition de fusion est en cours entre Dilatation (géométrie), Transvection et Affinité (mathématiques).
En mathématiques, en particulier en géométrie, une dilatation est une application linéaire ou affine, d'un espace vectoriel ou affine dans lui-même, se restreignant à l'identité dans un hyperplan et à une homothétie dans une droite supplémentaire, d'où l'autre nom donné d'affinité hyperplane,.
Cet article est à lire en parallèle avec celui sur les transvections.

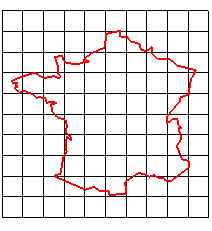
Dessin d'origine.
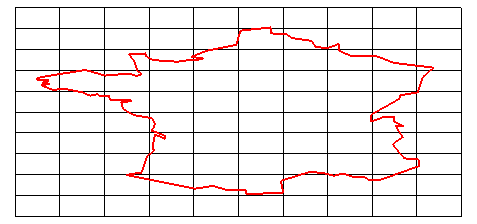
Résultat par dilatation de direction horizontale.

## Dilatation vectorielle

### Définition
Une dilatation {\displaystyle f} d'un K-espace vectoriel {\displaystyle E} est une affinité de base un hyperplan {\displaystyle H}, et de rapport {\displaystyle \lambda \in K} non nul.
Plus précisément, si {\displaystyle D=Ku} est une droite supplémentaire de {\displaystyle H} dans {\displaystyle E}, un vecteur {\displaystyle x} de {\displaystyle E} se décompose en {\displaystyle x_{H}+h(x)u} suivant {\displaystyle H\oplus D} ({\displaystyle h} est la forme linéaire "composante sur {\displaystyle u}"). La dilatation {\displaystyle f} est définie par,: 
{\displaystyle f(x)=x_{H}+\lambda h(x)u}.
On obtient comme cas particuliers : l'identité pour {\displaystyle \lambda =1}, et les symétries hyperplanes (pour {\displaystyle \lambda =-1}) qui sont les réflexions dans le cas euclidien où {\displaystyle H} et {\displaystyle D} sont orthogonaux.

### Propriétés
- Les dilatations sont bijectives : la réciproque de la dilatation ci-dessus est la dilatation de mêmes base et direction, et de rapport {\displaystyle 1/\lambda }.

- L'ensemble des dilatations de base et direction fixées forme un sous-groupe du groupe linéaire {\displaystyle GL(E)}, isomorphe au groupe multiplicatif {\displaystyle K^{*}} du corps de base, par l'application qui à {\displaystyle f} fait correspondre son rapport.

#### En dimension finie
- Le rapport {\displaystyle \lambda } d'une dilatation n'est autre que son déterminant[5].
- Si le corps de base a au moins 3 éléments, tout automorphisme de {\displaystyle E} est produit de dilatations (autrement dit, {\displaystyle GL(E)} est engendré par les dilatations)[5],[4],[1],[2],[6].
- Un automorphisme de {\displaystyle E} est diagonalisable si et seulement s'il est produit commutatif de dilatations.

### Caractérisations
Une dilatation de {\displaystyle E} autre que l'identité est caractérisée par le fait que l'ensemble de ses vecteurs invariants est un hyperplan {\displaystyle H} et que l'image d'un vecteur donné {\displaystyle v}n'appartenant pas à l'hyperplan se décompose en {\displaystyle h+\lambda v} avec {\displaystyle \lambda \neq 1} ; {\displaystyle \lambda } est alors le rapport de la dilatation. Si {\displaystyle \lambda =1}, on obtient une transvection.
Autrement dit, {\displaystyle f\neq {\text{id}}\in GL(E)} est une dilatation ssi {\displaystyle {\text{Ker}}(f-{\text{id}})} est un hyperplan et {\displaystyle {\text{Im}}(f-{\text{id}})\not \subset {\text{Ker}}(f-{\text{id}})}.
En dimension finie, on a les autres caractérisations pour {\displaystyle f\neq {\text{id}}}  :
- {\displaystyle {\text{Ker}}(f-{\text{id}})} est un hyperplan et {\displaystyle \det(f)\neq 1} ;
- {\displaystyle {\text{Ker}}(f-{\text{id}})} est un hyperplan et {\displaystyle f} est diagonalisable.

## Matrice de dilatation
Dans une base de {\displaystyle E\,} formée de vecteurs de la base et de la direction de la dilatation, la dilatation a pour matrice une matrice du type {\displaystyle \operatorname {diag} (1,1,..,1,\lambda ,1,..,1)=I_{n}+(\lambda -1)E_{ii}\,}.
Ces matrices sont appelées matrices élémentaires de dilatation.

## Dilatation affine
Une dilatation d'un espace affine {\displaystyle E} est une affinité de base un hyperplan affine (donc de direction une droite vectorielle {\displaystyle {\overrightarrow {D}}}) et de rapport non nul ; ce sont les applications affines de partie linéaire une dilatation vectorielle, sauf dans le cas du rapport 1.
Étant donnés deux points {\displaystyle A}, {\displaystyle A'} et un hyperplan {\displaystyle H} non parallèle à la droite {\displaystyle (AA')}, il existe une unique dilatation de base {\displaystyle H} envoyant {\displaystyle A} sur {\displaystyle A'} ; on obtient l'image {\displaystyle M'} d'un point {\displaystyle M} par la construction :
En dimension finie, et si le corps de base a au moins 3 éléments, le groupe affine {\displaystyle GA(E)} est engendré par les dilatations,,.

## Dilatation  en géométrie projective
Si l'on plonge l'espace affine {\displaystyle E} dans son complété projectif, en lui adjoignant un hyperplan à l'infini {\displaystyle H'}, on sait que l'on peut munir le complémentaire {\displaystyle E'} de l'hyperplan {\displaystyle H} d'une structure d'espace affine (les droites qui sont sécantes en un point de {\displaystyle H} dans {\displaystyle E} deviennent parallèles dans {\displaystyle E'} et celles qui sont parallèles dans {\displaystyle E} deviennent sécantes en un point de {\displaystyle H'}).
À toute dilatation d'hyperplan {\displaystyle H} de {\displaystyle E} est alors associée une application affine de {\displaystyle E'} qui n'est autre qu'une homothétie.
Et si on envoie un autre hyperplan que {\displaystyle H} et {\displaystyle H'} à l'infini, la dilatation devient une homologie non spéciale.
En résumé, il y a, en géométrie projective, identité entre les homothéties, les dilatations, et les homologies non spéciales,.

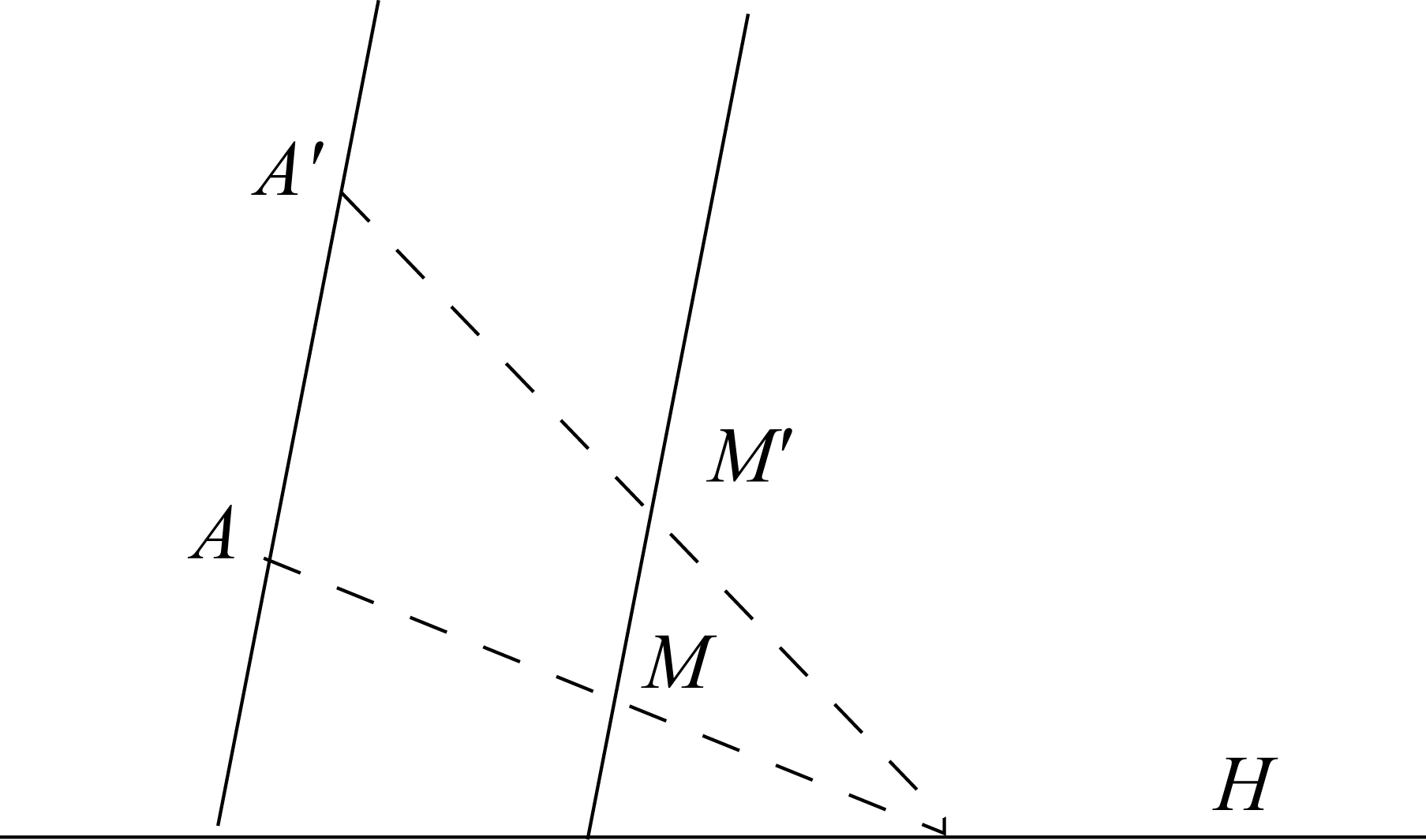
Par complétion projective, cette dilatation...
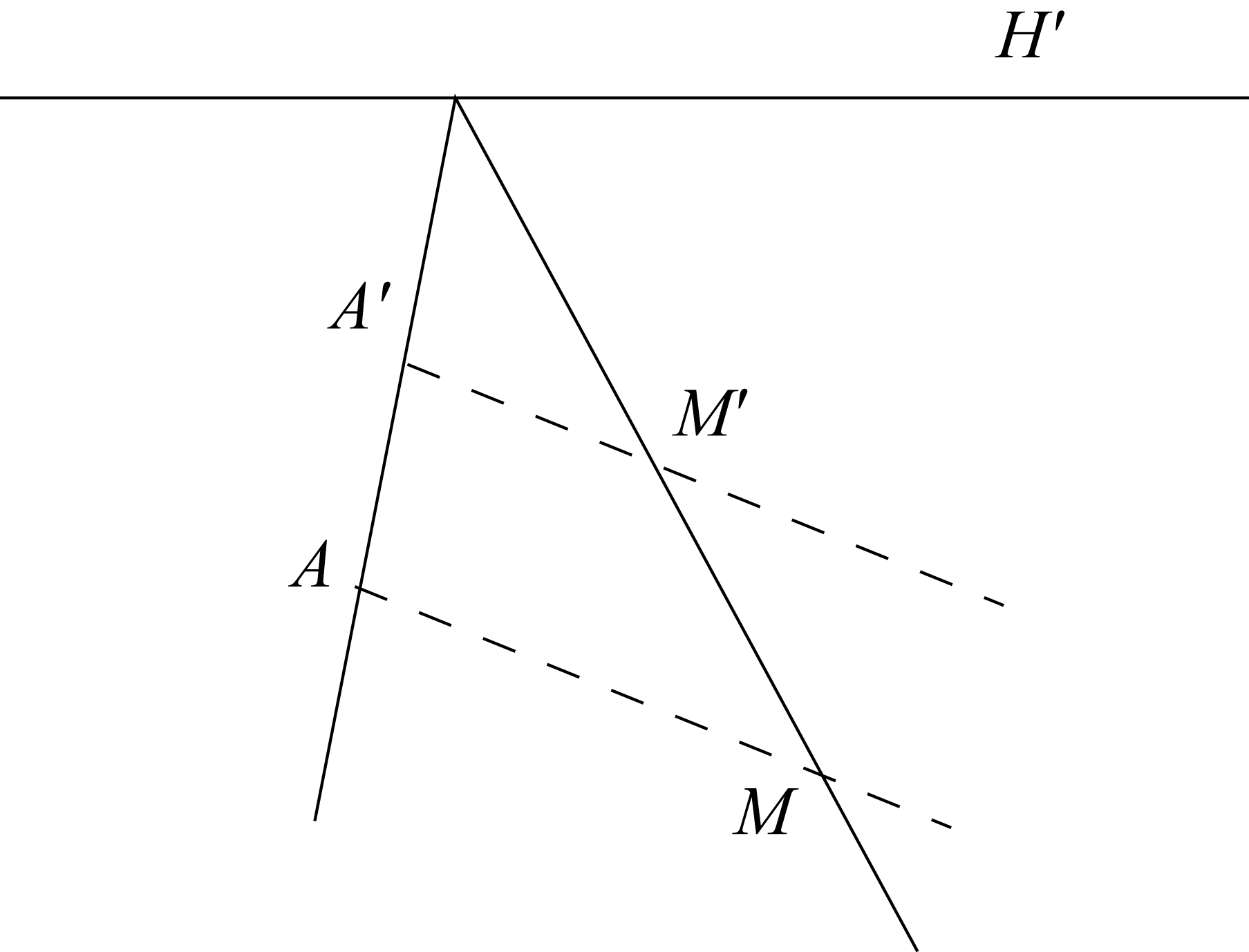
... devient une homothétie,...
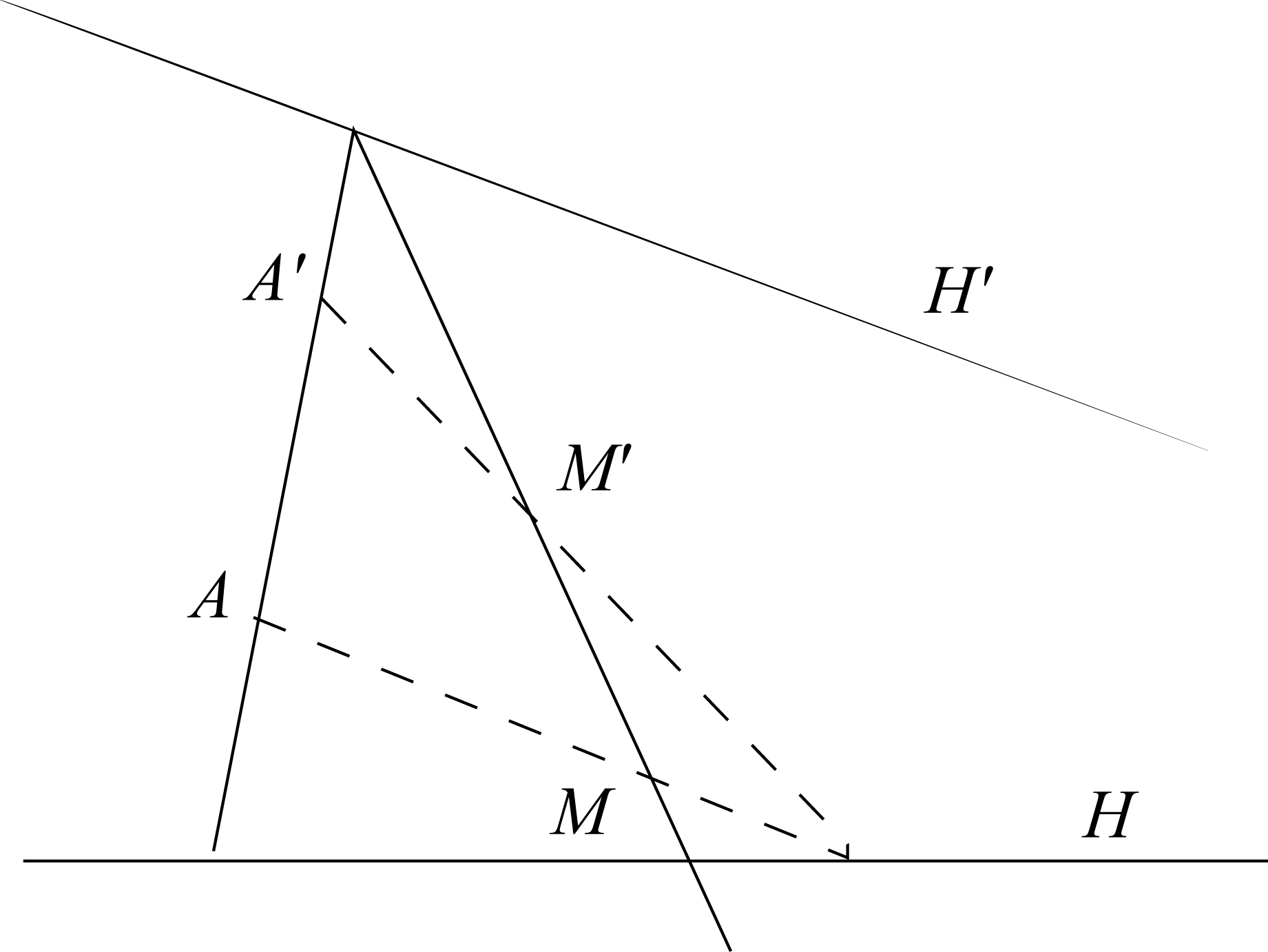
... ou une homologie non spéciale.

## Réalisation d'une dilatation par projection
On plonge l'espace euclidien {\displaystyle E_{n}\,}de dimension {\displaystyle n} comme hyperplan d'un espace {\displaystyle E_{n+1}} de dimension {\displaystyle n+1} et on fait tourner {\displaystyle E_{n}\,} autour d'un hyperplan {\displaystyle H\,}(qui est de dimension {\displaystyle n+1-2}), de façon à en obtenir une copie {\displaystyle {\tilde {E}}_{n}\,}.
Tout point {\displaystyle M\,} de {\displaystyle E_{n}\,} a une copie {\displaystyle {\tilde {M}}} dans {\displaystyle {\tilde {E}}_{n}\,}, donc aussi l'image {\displaystyle M'\,} de {\displaystyle M\,} par une dilatation de base {\displaystyle H\,}.
On montre que la droite {\displaystyle (M{\tilde {M}}')} garde une direction fixe {\displaystyle {\overrightarrow {D}}}, ce qui montre que {\displaystyle {\tilde {M}}'} s'obtient par projection de {\displaystyle M\,} dans {\displaystyle E_{n+1}\,} (projection de base {\displaystyle {\tilde {E}}_{n}\,} et de direction {\displaystyle {\overrightarrow {D}}}). Connaissant {\displaystyle {\tilde {M}}'}, on en déduit {\displaystyle M'\,}par rotation.

## Autre acception de la notion de dilatation
Certains auteurs désignent par "dilatation" d'un plan affine ou même d'un espace affine,, une bijection affine transformant une droite en une droite parallèle, ou, ce qui est équivalent, une bijection affine laissant invariant point par point l'hyperplan de l'infini. Ceci caractérise les homothéties et les translations. Les auteurs prenant cette définition des dilatations, parlent d'affinité hyperplane pour la notion développée ci-dessus, et les auteurs prenant la définition ci-dessus des dilatations parlent d'homothétie-translation pour les homothéties ou translations.